# مليط

مليط/ خريطة السودان

مليط هي مدينة تقع في ولاية شمال دارفور شمال مدينة الفاشر وتبعد عن مدينة الفاشر حوالي 65 كيلو متر.

## أهميتها الإقتصادية
بها ميناء بري يربطها بليبيا.

## النشاط السكاني
الزراعة المطرية التقليدية والرعي والتجارة وبعض الحرف اليدوية الصغيرة، أشهرها صناعة الأحذية.

## أزمة دارفور
تتأثر المدينة كغيرها من مدن ولاية شمال دارفور بداية من الفاشر عاصمة الولاية في 2003 عندما تمت مهاجمة المطار والقاعدة الجوية، فتتعرض المدينة نتيجة لتلك الأحداث الدائرة للهجمات، والتي بدأت بالهجوم على المدينة في مايو 2003، والتي كان آخرها 27 أكتوبر 2013

## أحياء سكنية
| - خزان مليط - الديم - دادينقا | - الزيادية - العباسي - غرونا الام | - ربق - إين ساكن - المشروع |

حي الوحدة
حي النصر
الصفاء